# Nielseniella okinawensis
Nielseniella okinawensis är en tvåvingeart som först beskrevs av Tokunaga 1961.  Nielseniella okinawensis ingår i släktet Nielseniella och familjen fjärilsmyggor. Inga underarter finns listade i Catalogue of Life.